# Celon, Indre

Celon este o comună în departamentul Indre, Franța. În 1 ianuarie 2022 avea o populație de 383 de locuitori.